# 札幌北斗高等学校
札幌北斗高等学校（さっぽろほくとこうとうがっこう）は、北海道札幌市東区にある全日制普通科の私立高等学校である。学校法人札幌北斗学園が運営している。

## 沿革
- 1924年（大正13年） - 夫を亡くした岡テヂ、岡裁縫教授所を私塾として開設。裁縫技術の他に、礼儀作法・茶道・華道・算術を教えた。
- 1928年（昭和3年） - 北海道庁より認可を受け、札幌岡裁縫女学校として、南4条東4丁目に開校。初代校長 岡テヂ、創立者（初代校主）岡半蔵（テヂの実父）
- 1929年（昭和4年） - 現在地（北15条東2丁目）に移転。
- 1930年（昭和5年） - 文部大臣より認可を受け高等技芸学校に昇格、北海道女子高等技芸学校に改称。
- 1933年（昭和8年） - 札幌女子高等技芸学校に改称。
- 1946年（昭和21年） - 旧制中等学校令により高等女学校に昇格、札幌北斗高等女学校に改称。
- 1948年（昭和23年） - 学制改革により札幌北斗高等学校に改称、札幌北斗中学校を併設。
- 1959年（昭和34年） - 高等学校被服科を廃止
- 1964年（昭和39年） - 札幌北斗中学校・高等学校商業科を廃止。普通科のみとなる。
- 1991年（平成3年） - 普通科の普通・進学・特別進学コース制とする。
- 1999年（平成11年） - 男女共学となり、総合・進学・特別進学の3コース制とする。
- 2017年（平成29年） - 南校舎（現アネックス）改修・西校舎解体・北ブロック落成・校舎前駐車場・星の広場造成
- 2018年（平成30年） - 校舎周辺緑化工事終了、創立90周年記念式典挙行

## 建学の精神
「品位ある敬愛に満ちた自律的で創造的な自立する女性を育てる」を 建学の精神とし、1928（昭和3）年に「札幌岡裁縫女学校」として開校し、共学となった現在も、「女性の自立」は「人間としての自立」として継承発展され、「品位ある敬愛に満ちた自律的で創造的な人間としての自立」となっている。

## 教育理念

### 実業教育
＊家族や自分の家庭を支えるために、手に職を身につける（自分の技能を生かして、人のために役立つことを自分の幸せとする）

### 女性教育
＊女性らしくも、たくましく生きていける知識・知恵を身につける（謙虚で愛情深く、凛とした生き方を誠実に直向きに歩む）

## 校歌
作詞：風巻 景次郎／作曲：中田 喜直
作詞者の北海道大学名誉教授、国文学者の風巻景次郎は、校舎近辺を散策し、この詩を作った。作曲は「ちいさい秋みつけた」「めだかの学校」「夏の思い出」などを作った、当時新進気鋭の作曲家、中田喜直で、3拍子の美しい旋律である。

## 著名な出身者

### 歌手
- 斉藤瑞穂 (元ドラマー、元ZONEのメンバー)

### その他
- 金子大地 (俳優)
- 松本大輝 (俳優)
- 白雪りら (タレント、グラビアアイドル、歌手)